# Софония (Сокольский)
Архиепископ Софония (в миру Стефан Васильевич Сокольский, при рождении Буланов; 1800,  Тверская губерния — 1877, Верный, Туркестанский край) — епископ Русской православной церкви, первый архиепископ Туркестанский и Ташкентский.

## Биография
Родился 25 июля (6 августа) 1800 года в селе Еськи Бежецкого уезда Тверской губернии в семье священника. Родовая фамилия его семьи была Булановы. При поступлении Василия — отца Стефана — в Тверскую семинарию ректор архимандрит Павел дал ему фамилию Сокольский, учитывая красивый внешний вид и бойкий характер мальчика. По окончании домашнего воспитания Стефан Сокольский поступил сначала в Бежецкое духовное училище, а в 1817 году в Тверскую духовную семинарию.
В 1823 году Стефан Сокольский поступил в Санкт-Петербургскую духовную академию, которую окончил в 1827 году со степенью магистра.
6 сентября 1827 года, после окончания академии Стефан Сокольский принял постриг в монашество с именем Софония в честь в честь одного из двенадцати малых пророков; 8 сентября был рукоположён во иеродиакона, 11 сентября — во иеромонаха, а 16 сентября иеромонах Софония был определён в Тверскую духовную семинарию.
С 16 февраля 1829 года был назначен на должность инспектора и профессора философских наук Вологодской семинарии. Во время служения в Вологде отец Софония временно управлял Спасо-Каменным монастырём и Лопотовою обителью. С 7 декабря 1830 года исполнял должность ректора Вологодской духовной семинарии и цензора проповедей; в этом же году ему поручена была ревизия Вологодских училищ. В 1831 год иеромонах Софония подготавливал к постригу в монашество Димитрия Брянчанинова, впоследствии епископа Кавказского Игнатия. В дальнейшем они много лет дружили и общались.
24 ноября 1831 года был перемещён в Архангельскую семинарию — инспектором и профессором, а 10 мая 1835 года был переведён в Орёл на должность ректора и профессора богословия Орловской духовной семинарии, где 28 июня «за отлично-усердную службу» решением Святейшого синода  был возведён в сан архимандрита и назначен наместником Мценского Петропавловского монастыря; с 28 августа — присутствующий в Орловской духовной консистории.
5 мая 1839 года переведён был в город Каменец-Подольский на должность ректора и профессора богословия Каменец-Подольской духовной семинарии с назначением настоятелем Каменецкого Свято-Троицкого монастыря.
11 декабря 1843 года отец Софония был вызван на чреду в Санкт-Петербург, где находился до августа 1844 года и состоял членом консистории. Был назначен также членом бывшего при петербургской академии Комитета для рассмотрения курса семинарских наук.
20 августа 1844 года архимандрит Софония был назначен ректором и профессором богословия Ярославской духовной семинарии и настоятелем Ростовского Авраамиева первоклассного монастыря.
21 сентября 1845 года был назначен ректором и профессором богословия в родную Тверскую семинарию.
13 февраля 1847 года он опять перемещён на те же должности (ректором и профессором богословия) в Могилёвскую духовную семинарию и назначен настоятелем Могилёвско-Братского первоклассного монастыря.
11 февраля 1848 года архимандрит Софония был назначен в Константинополь настоятелем церкви при Русском посольстве. Здесь кончается служение отца Софонии в должностях по духовно-учебному ведомству, служение, продолжавшееся 21 год. За это время он занимал наставнические и начальнические должности в семи семинариях (из них в Тверской дважды) и управлял за этот период семью различными монастырями. В мае 1853 года архимандрит Софония отправился по служебному назначению в Россию на недолгий срок, но начавшаяся после этого Русско-турецкая война помешала ему вернуться обратно. В связи с этим вплоть до 1855 года архимандрит Софония находился в Санкт-Петербурге в Александро-Невской лавре.
12 июля 1855 года архимандрит Софония был отправлен в Рим настоятелем церкви миссии Русской православной церкви. 8 мая 1860 года отец Софония отбыл из Рима в связи с увольнением его со службы на основании подданного им собственного прошения об этом.
22 сентября 1861 года Святейшим синодом по обсуждении дела о желании проживающих в Персидских провинциях несториан присоединиться к Православию было определено командировать архимандрита Софонию в Эривань, где он и пробыл около двух лет.

### Епископ Новомиргородский
28 февраля 1863 года в Святейшем Синоде состоялось наречение архимандрита Софонии во епископа Новомиргородского, викария Херсонской епархии.
3 марта архимандрит Софония был хиротонисан в Свято-Троицком соборе Александро-Невской лавры в сан епископа. Хиротонию совершали: митрополит Киевский и Галицкий Арсений, архиепископы Псковский Феогност (Лебедев), Тверской Филофей (Успенский), Рижский Платон (Городецкий), Могилёвский Евсевий (Орлинский) и епископ Выборгский Иоанникий (Руднев).
17 июня 1864 год]а, преосвященный Софония был вновь командирован в Грузию. В Тифлисе владыка Софония пробыл с сентября 1864 по март 1865 года.

### Архиепископ Туркестанский и Ташкентский
Решением Святейшего Синода, 12 ноября 1871 года епископ Софония был назначен на новоучреждённую Туркестанскую и Ташкентскую епархию, став первым святителем обширного Туркестанского края. Генерал-губернатор Константин фон Кауфман не желал нахождения епархиального архиерея в Ташкенте, и по его просьбе местопребывание епископа было определено в областном городе Семиреченской области — городе Верном.
До приезда Архиепископа Софонии на Туркестанскую кафедру, в городе Верном было всего три священника. Всех церквей в обеих областях Туркестанского края было двадцать шесть. Из них 13 церквей в области Сыр-Дарьинской и столько же в Семиреченской. Церкви первой области составляли одно Ташкентское благочиние, на протяжении с лишком 1200 вёрст в длину и около 1000 вёрст в ширину. Церкви второй принадлежали к двум благочиниям меньшего размера, из которых одно, За-Илийское, состояло из 8 церквей, а другое, Лепсинское, из 5 церквей. Кроме того, в обеих областях было 4 строящихся храма.
16 сентября 1877 года в честь 50-летнего юбилея со дня служения Преосвященный Софония был возведён в сан архиепископа. К этому времени число церквей в Туркестане достигло уже 42-х. Вскоре, 26 ноября (8 декабря) 1877года, он скончался в городе Верном, где и был похоронен.

## Награды
- Орден Святой Анны 2-й степени (апрель 1841).
- Орден Святой Анны 1-й степени (апрель 1865).
- Орден Святого Владимира 2—й степени большего креста (1874).

## Память
Православной церковью Казахстана учреждены орден и медаль святителя Софонии (Сокольского).